# Irazusta
Irazusta es una localidad y comuna de 1.ª categoría del distrito Pehuajó al Sud del departamento Gualeguaychú, en la provincia de Entre Ríos, República Argentina. Se ubica junto a la estación del Ferrocarril General Urquiza llamada Estación Irazusta, situada a 13 km al norte de Larroque, a cuyo alrededor se formó el poblado conocido como Villa Eleonora.
Se halla sobre la ruta provincial n.º 51, a 45 km de Gualeguay, el centro urbano cercano más grande, y a 65 km de Gualeguaychú. 
La población de la localidad, es decir sin considerar el área rural, era de 331 personas en 1991 y de 441 en 2001. La población de la jurisdicción de la junta de gobierno era de 414 habitantes en 2001.

## Características
La localidad se levanta entre las vías del ferrocarril y un arroyo de escaso caudal pero que en grandes lluvias inunda casi todo el pueblo. Actualmente se encuentra en el programa de rescate de pueblos en extinción y se ha preparado especialmente para recibir a turistas que gustan de la paz del lugar y sus comidas tradicionales. Es un asentamiento principalmente de inmigrantes de origen italiano y alemán cuya actividad principal es la agricultura y la ganadería.

## Comuna
La reforma de la Constitución de la Provincia de Entre Ríos que entró en vigencia el 1 de noviembre de 2008 dispuso la creación de las comunas, lo que fue reglamentado por la Ley de Comunas n.º 10644, sancionada el 28 de noviembre de 2018 y promulgada el 14 de diciembre de 2018. La ley dispuso que todo centro de población estable que en una superficie de al menos 75 km² contenga entre 700 y 1500 habitantes, constituye una comuna de 1.ª categoría. La Ley de Comunas fue reglamentada por el Poder Ejecutivo provincial mediante el decreto 110/2019 de 12 de febrero de 2019, que declaró el reconocimiento ad referéndum del Poder Legislativo de 34 comunas de 1.ª categoría con efecto a partir del 11 de diciembre de 2019, entre las cuales se halla Irazusta. La comuna está gobernada por un departamento ejecutivo y por un consejo comunal de 8 miembros, cuyo presidente es a la vez el presidente comunal. Sus primeras autoridades fueron elegidas en las elecciones de 9 de junio de 2019.